# Acantholipes trajecta
Acantholipes trajecta is een vlinder van de familie van de spinneruilen (Erebidae), van de onderfamilie van de Erebinae. De wetenschappelijke naam van deze soort is voor het eerst voorgesteld als Euclidia trajecta door Francis Walker in een publicatie uit 1865.
De soort komt voor in Zuid-Afrika en mogelijk in Australië.